# Луций Цезоний Луцилл Макр Руфиниан
Луций Цезоний Луцилл Макр Руфиниан (лат. Gaius Caesonius Macer Rufinianus) — римский государственный деятель первой половины III века, консул-суффект 225/230 года. Сделал продолжительную и блестящую карьеру в правление династии Северов и их преемников, занимал множество гражданских и военных должностей.

## Биография
Луций Цезоний Луцилл Макр Руфиниан родился около 195 года. Он происходил из рода Цезониев, возведенного в патрицианское сословие в начале III века. Отцом Луция был консул-суффект 197/198 года Гай Цезоний Макр Руфиниан, а матерью — Манилия Луцилла. Карьера Руфиниана известна благодаря надписи, высеченной на основании его статуи. расположенной неподалеку от Тибура. Свой cursus honorum он начал, вероятно, в начале правления императора Каракаллы в качестве члена коллегии вигинтивиров, где он был одним из децемвиров по судебным разбирательствам. В конце правления Каракаллы, между 215 и 217 годом, Цезоний Луцилл занимал должность квестора, будучи выдвинутым на неё самим государем. В период между 220 и 222 годом, уже при Гелиогабале, он стал претором так же как императорский кандидат. Существует, однако, альтернативная датировка нахождения Руфиниана на этих постах. Так, исследователь М. Пичин полагает, что он был квестором около 212 года, а претором около 217 года.
Подобно своему отцу, Цезоний Луцилл был назначен куратором целого ряда итальянских городов. Сразу после претуры он стал куратором кампанского города Суэсса. Параллельно Руфиниан был куратором Путеол, также находившихся в Кампании, или лацийского города Тускул. Затем, в интервал между 225 и 228 годом он был назначен заместителем проконсула Африки. Примерно в то же время Цезоний Луцилл находился на посту консула-суффекта. После этого он стал куратором берегов и русла Тибра. Назначение Руфиниана на должность куратора акведуков и снабжения Рима датируется последними годами правления императора Александра Севера, то есть период между 230 и 235 годом. В 238 году он вошёл в состав коллегии, состоявшей из двадцати сенаторов (лат. vigintiviri ex senatus consulto rei publicae curandae), которые временно взяли на себя управление Римским государством после восстания против Максимина I Фракийца и самоубийства Гордиана I. Членство Цезония Луцилла в этом комитете указывает на то, что он пользовался большим влиянием и уважением в сенате.
Спустя некоторое время после окончания 240 года Руфиниан был назначен проконсулом Африки, где он ранее уже служил. Он, возможно, был отправлен туда для ликвидации последствий восстания Сабиниана. Таким образом, можно говорить о доверии, оказанном Луцию со стороны императора Гордиана III. За этим последовало его назначение на должность заместителя императора по осуществлению судебных разбирательств (лат. electus ad cognoscendas vice Caesaris cognitiones), которую он занимал, предположительно, в 242—244 годах, когда Гордиан III воевал с государством Сасанидов. Однако, вполне возможно, что осуществлял полномочия императорского заместителя в любое время до 254 года. Если Руфиниан был заместителем до 244 года, то в таком случае он, возможно, был снят со своего поста с прибытием нового императора Филиппа I Араба в Рим. Также он был префектом Рима, возможно, около 246 года, хотя не исключен любая другая дата, относящаяся к периоду до 254 года.
Цезоний Луцилл входил в состав жреческой коллегии арвальских братьев. По всей видимости, его супругой была представительница рода Овиниев. В их браке родился сын, двукратный консул Луций Цезоний Овиний Манлий Руфиниан Басс.